# 유희경 (조선)
유희경(劉希慶, 1545년 4월 8일(음력 2월 27일)~1636년 3월 12일(음력 2월 6일))은 조선 중기의 문신이자 시인이다. 본관은 강화(江華). 자는 응길(應吉), 호는 촌은(村隱). 천민 출신이나 한시를 잘 지어 당시의 사대부들과 교유했으며, 나라의 큰 장례나 사대부가의 장례를 예법에 맞게 치르도록 지도하는 것으로 이름이 높았다. 도봉서원 창건에 기여했다. 박순, 남언경의 문인이다. 서울특별시 출신이다.

## 생애
할아버지는 유도치(劉道致)이고, 아버지는 유업동(劉業仝)이다. 허균의 《성수시화》를 보면 그가 원래 노비 신분이었음을 알 수 있다.
어려서부터 효자로 이름이 났다. 유희경이 13세 되던 해에 부친이 세상을 떠났는데, 어린 나이로 홀로 흙을 날라 장사 지내고 묘를 지켰다. 마침 당시 명유이며 서경덕(徐敬德)의 문인이었던 남언경(南彦經)이 이곳을 지나가다가 유희경의 효성에 대한 얘기를 듣고 가상히 여겨 피륙을 보내주었다. 이 인연으로 유희경은 남언경에게 《문공가례》(文公家禮)를 배우게 되었다. 이어 《의례경전》 등 선유들의 저서들을 두루 읽어, 예학에 밝은 것으로 이름이 났다. 국상 때나 혹은 사대부가에서 상을 당하면 으레 유희경을 불러서 당시 “양예수(楊禮壽)가 뒷문으로 나가면, 유희경이 앞문으로 들어온다”라는 말이 있었다고 한다.
임진왜란 때에는 의병으로 나가 싸운 공으로 선조(宣祖)로부터 포상과 교지를 받았다. 이때 사신들의 잦은 왕래로 호조의 비용이 고갈되자 그가 계책을 내놓아 그 공로로 통정대부(通政大夫)의 품계를 받았다.
광해군 때에 이이첨(李爾瞻)이 모후(母后)인 인목대비(仁穆大妃)를 내쫓아 서인(庶人)으로 강등시키려고 유희경에게 상소(上疏)를 올리라 협박했으나 거절하고 따르지 않았다. 인조(仁祖)가 왕위에 오른 뒤에 그 절의를 높이 사, 가선대부(嘉善大夫)로 품계를 올려주었고, 80세 때 가의대부(嘉義大夫)를 제수 받았다.
평소 조광조(趙光祖)의 어짊을 흠모하였던 유희경은 남언경이 도봉서원을 창건하는 데 도움을 주고 실질적으로 서원을 다스려 나갔는데, 사람들은 유희경이 도봉의 산수(山水)를 사랑하였기 때문에 노년(老年)을 마칠 계책을 마련한 게 아닌가 생각하였다고 한다. 그가 죽은 뒤 도봉서원 아래에 부인과 함께 같이 장사 지냈다.
아들 유일민이 영국원종공신이 되면서 사후 자헌대부 한성판윤에 추증되었다.

## 작품 세계
박순(朴淳)에게 당시(唐詩)를 배웠다. 당시 같은 천인 신분으로 시에 능하였던 백대붕(白大鵬)과 함께 풍월향도(風月香徒)라는 모임을 만들어 주도했다. 시는 한가롭고 담담하여 당시(唐詩)에 가깝다는 평을 듣는다. 허균(許筠)이 《성수시화》(惺叟詩話)에서 유희경을 천인으로서 한시에 능통한 사람으로 꼽았다.
문집으로 《촌은집》(村隱集) 3권이 전한다.

## 가계
- 할아버지: 유도치(劉道致)
  - 아버지: 유업동(劉業仝) - 1557년(명종 12년)에 사망
  - 어머니: 배씨(裵氏)[3]
    - 본인: 유희경(劉希慶)
    - 아내: 정부인 허씨(許氏: 1563년~1658년[2])
      - 장남: 유순민(劉舜民) - 역관(譯官)[2][7]
        - 손자: 유자량(劉自亮)[3]

      - 차남: 유우민(劉禹民)
      - 삼남: 유성민(劉聖民)
      - 사남: 유사민(劉士民)
      - 막내: 유일민(劉逸民) - 영국원종공신(寧國原從功臣) 1등[2]
        - 손자: 유자욱(劉自勗: 1644년~1707년[8]) - 허사포(許沙浦) 첨절제사(종3품 무관직)[1][9] 등
          - 증손자: 유태웅(劉泰雄) -  지도(오늘날 전라남도 신안군 지도읍) 만호(萬戶: 종4품 무관직)[10] 등
            - 현손자: 유석겸(劉錫謙) - 노강(老江) 첨절제사[11] 등

    - 아우: 유희운(劉希雲)[2]

## 전기 자료
- 유몽인, 《어우집》 권6, 유희경전[12]
- 홍세태, 《유하집》 권10, 유 촌은 묘지명
- 남학명, 〈행록〉(《촌은집》 권2, 부록)
- 김창흡, 《삼연집》 권30, 유 촌은 묘표